# 志布志町
志布志町（しぶしちょう）は、鹿児島県の東部にあった町。曽於郡に属していた。
2006年1月1日、有明町・松山町と合併（新設合併）して市制施行、志布志市となり消滅した。

## 地理
鹿児島県の東部、大隅半島の付け根の部分にあり、宮崎県と接する。町域の南側は志布志湾に面している。
- 山：笠祇岳、御在所岳
- 川：安楽川
- 島嶼：枇榔島

## 歴史
かつては日向国諸県郡に属していた。中世以降、島津氏による支配が行われ、志布志城が建設されたが、一国一城令の影響を受けて廃城となったといわれる。江戸時代には港が建設され、薩摩藩の貿易港として栄えた。

### 近現代
- 1871年 - 廃藩置県により薩摩藩は鹿児島県となるが、同年内に都城県所属となる。
- 1873年 - 旧日向国一帯を領域とする初代宮崎県の設置に伴い、宮崎県所属となる。
- 1876年 - 宮崎県が鹿児島県に合併され、鹿児島県所属となる。
- 1883年 - 宮崎県再置。志布志は鹿児島県に留まる。諸県郡が南北にわかれ、南諸県郡が発足。
- 1889年（明治22年）4月1日 - 町村制施行により、南諸県郡志布志村が発足。領域は旧薩摩藩の行政区域「志布志郷」（外城）に基づく。
- 1891年（明治24年）8月8日 - 志布志村が東志布志村・西志布志村・月野村（のちの大隅町，現曽於市）に分割される[1]。
- 1897年（明治30年）4月1日 - 南諸県郡・東囎唹郡が合併し囎唹郡の所属となる[2]。
- 1913年（大正2年）7月1日 - 東志布志村が町制施行。志布志町となる。
- 2006年（平成18年）1月1日 - 有明町、松山町と合併して志布志市となる。市役所本庁は当初は旧有明町役場に置かれ、旧志布志町役場は志布志支所となっていたが、2021年に本庁は志布志支所に移転し、旧本庁は有明支所に変更された。

## 地域

### 教育

#### 高等学校
- 鹿児島県立志布志高等学校
- 学校法人川島学園尚志館高等学校

#### 中学校
- 志布志町立志布志中学校
- 志布志町立田之浦中学校
- 志布志町立出水中学校

#### 小学校
- 志布志町立志布志小学校
- 志布志町立香月小学校
- 志布志町立潤ケ野小学校
- 志布志町立安楽小学校
- 志布志町立田之浦小学校
- 志布志町立森山小学校
- 志布志町立四浦小学校
- 志布志町立八野小学校

## 交通

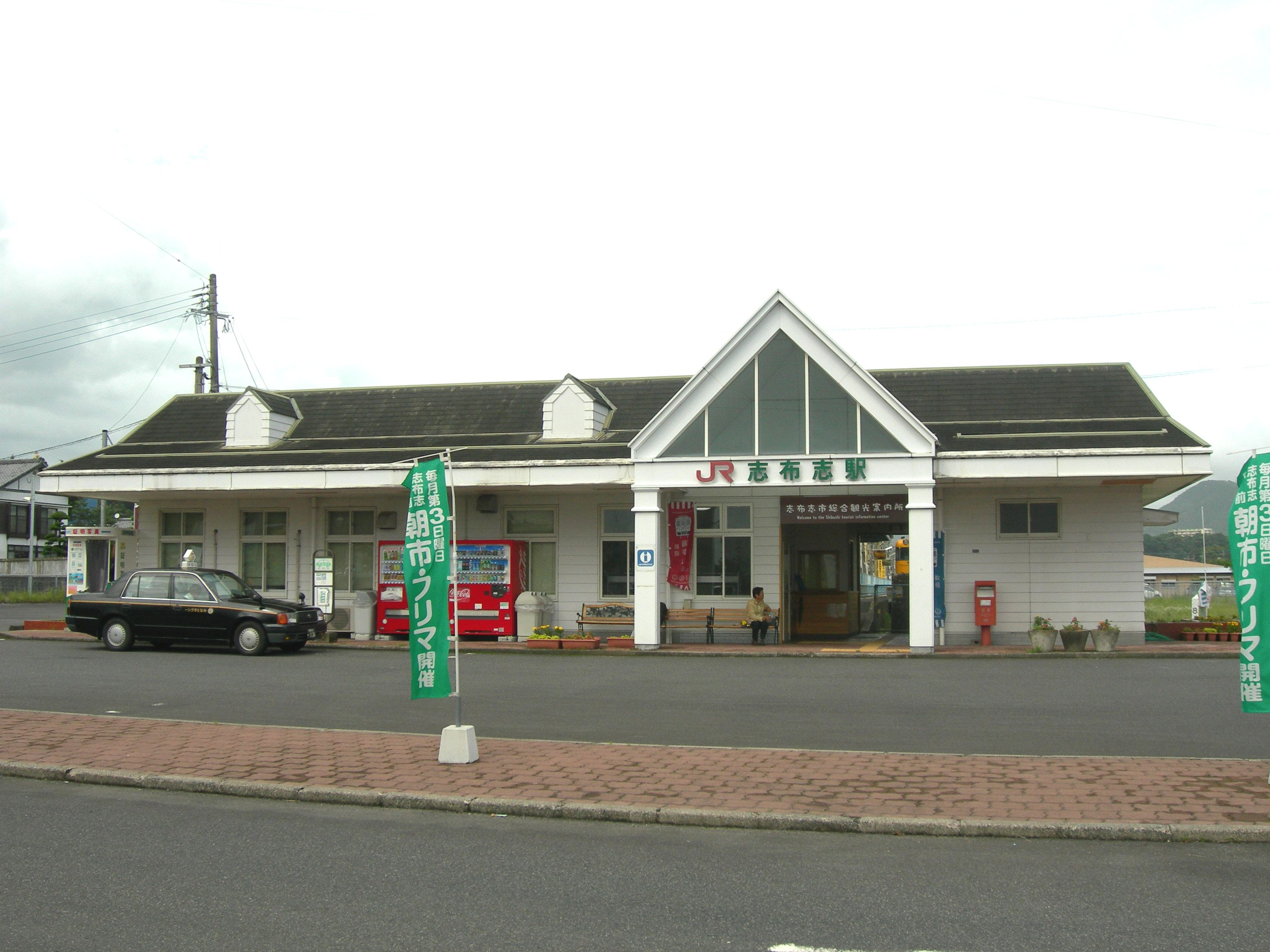
志布志駅

- 最寄り空港は鹿児島空港・宮崎空港。

### 鉄道
- 九州旅客鉄道（JR九州）
  - 日南線
    - 大隅夏井駅 - 志布志駅

中心駅は志布志駅。

### バス路線

#### 一般路線バス
- 三州自動車
  - 曽於市 - 有明町 - 志布志町
- 大隅交通ネットワーク
  - 垂水市 - 鹿屋市 - 串良町 - 大崎町 - 志布志町

### 道路
高速道路の最寄りインターチェンジは宮崎自動車道都城インターチェンジ。
※現在、地域高規格道路として都城志布志道路が計画されている。

#### 一般国道
- 国道220号（町内全域で国道448号が重複）

#### 主要地方道
- 鹿児島県道3号日南志布志線
- 鹿児島県道63号志布志福山線
- 鹿児島県道65号南之郷志布志線

### 航路
志布志港は中核国際港湾に指定されており、長距離フェリーや国際定期コンテナ航路が運航されている。
- フェリー
  - ブルーハイウェイライン西日本：大阪市 - 志布志町
  - マルエーフェリー：東京都 - 志布志町 - 名瀬市 - 与論町 - 那覇市

## 名所・旧跡・観光スポット・祭事・催事
- 志布志城跡（国の史跡）
- 枇榔島亜熱帯性植物群落（特別天然記念物）
- 志布志の大クス（国の天然記念物）
- 鉄道記念公園
- 陣岳国際の森